# Kwiatkowo (województwo zachodniopomorskie)
Kwiatkowo – osada w Polsce położona w województwie zachodniopomorskim, w powiecie łobeskim, w gminie Radowo Małe.
W latach 1975–1998 miejscowość należała administracyjnie do województwa szczecińskiego.